# 死者
《死者》（The Dead）是愛爾蘭作家喬伊斯短篇小說，收錄於《都柏林人》一書。描繪陸續抵達的客人享用聖誕節大餐，故事很細膩的描寫這些美味的料理火腿和滷牛肉、牛排、烤鵝、波特酒、雪莉酒與整個活動的細節，他們討論皇家歌劇院表演的歌劇團，又唱詩歌。主角賈柏瑞透過這場「愛爾蘭盛宴」感傷著，人雖然還活著，其實精神上已經癱瘓了，不過是些活死人罷了。他“聽見雪花落在大地的微弱聲響；悄然落下，彷彿進入最後的旅程，落在所有的生人與死者身上。”一些批評家認為這篇故事，是要寫犯下基督教七宗罪之一「饕餮」。

## 人物介紹
- 凱特和朱莉亞（Kate Morkan and Julia Morkan） - 宴會中出現的一對姐妹。
- 莉莉小姐（Lily） - 管家的女兒。賈柏瑞曾問到她的愛情生活。
- 賈柏瑞（Gabriel Conroy） - 教授，小說中的主角。
- 葛瑞塔（Gretta Conroy） - 賈柏瑞的妻子。
- Miss Ivors - Fellow professor, very patriotic about Ireland.
- 麥可·費瑞（Michael Furey） - 葛瑞塔童年的愛人。
- 傅瑞迪·馬林斯（Freddy Malins） - 賈柏瑞的朋友，一個醉鬼。
- 達西（Bartell D'Arcy）
- Patrick Fogarty

## 故事劇情
故事分作兩段情節發展，前半段故事開始於摩肯家三位小姐（Misses Morkan）所籌辦年度聖誕節家庭聚會上，喬伊斯細膩地描寫整個活動的細節，生動如女主人們張羅宴會的熱忱、陸續抵達的客人們的彼此寒暄、以及言談中的幽默與無傷大雅的相互調侃，仔細如席間餐點的擺設以及火腿、滷牛肉、牛排、烤鵝、波特酒、雪莉酒、葡萄乾、杏仁果、蛋塔、布丁等等美味料理。大夥討論著歌劇表演，女主人們彈琴演奏、高唱詩歌，琴聲悠揚、歌曲動人，客人們歡快地跳舞。一如往昔，這場「愛爾蘭盛宴」賓主盡歡，晚餐後，賈伯瑞（Gabriel Conroy）的演說內容，再三肯定愛爾蘭人殷勤真切、熱情多禮的好客傳統。後半段故事由眾人一一告別摩肯家，一路演變成為賈伯瑞的內心獨白，喬伊斯在此展演精采的意識流表現手法，描寫賈伯瑞思緒的一連串變化。道別之際，賈伯瑞仰望妻子葛瑞塔（Gretta Conroy）倚在樓梯的扶手上，凝神諦聽客廳傳來的歌聲曲調，他想像妻子如同一幅美麗優雅的畫作，發現她的臉頰泛紅、眼眶裡閃著亮光，賈伯瑞心中湧起一陣喜悅，感覺幸福與驕傲，返回旅店途上，他對妻子的身體欲求，在血管中熱情洋溢地奔騰著。當葛瑞塔淚如雨下，婉婉道來臨別的那一曲〈來自奧克林的少女〉以及她的初戀往事，賈伯瑞滿腔熱切的情慾轉為嫉妒、羞憤，當他細膩地回憶夫妻生活的吉光片羽，他的妻子竟思憶舊愛柔腸寸斷，賈伯瑞覺得自尊心遭受痛擊，在穿衣鏡前彷彿看見自己在阿姨們的餐會上滑稽的模樣，扮演無聊的招待、可笑地與一群庸俗的人高談闊論，無足輕重的程度如同自己在妻子心中不及舊愛萬分之一般。葛瑞塔告訴他，十七歲的少年麥可．費瑞（Michael Furey）因她而死，哽咽失聲，激動不已。賈伯瑞怯於介入她的悲傷，看著熟睡的葛瑞塔，他的情緒一路由先前的懷恨怨懟、懊悔，到逐漸釋懷。他思索著，原來妻子生命裡有過這麼一段浪漫的戀情，有個男人為她而死。他淚水盈盈，儘管他從來沒有對任何女人動過那樣的感情，他明白，那一定是真正的愛。乘著想像穿越生死幽明，他的靈魂勇敢地走進陰魂盤據的領域，賈伯瑞彷彿看見一具年輕的形體，站在雨中的樹下，妻子的初戀自少女時代刻劃在她心中的淒楚、遺憾與感動，他感同身受。窗外大雪又開始下，賈伯瑞想著，該是他啟程西行的時候了。帶著睡意，他彷彿聽見雪花落在大地，悄然落下，落在所有的生者與死者身上。

## 外部連結
- Annotated hypertext version. The Dead （页面存档备份，存于） Worldwide Dubliners Homepage （页面存档备份，存于）
- SparkNotes: Dubliners: "The Dead" （页面存档备份，存于） SparkNotes （页面存档备份，存于）
- Symbolism of the Snow
- Joyce's Dublin: An Exploration of The Dead （页面存档备份，存于） University College Dublin （页面存档备份，存于）